# Марди
Марди (грец. Άμαρδοι або Μάρδοι) — іранська народність, що проживала на території стародавньої Мідії.